# Dorcadion escherichi
Dorcadion escherichi är en skalbaggsart som beskrevs av Ludwig Ganglbauer 1897. Dorcadion escherichi ingår i släktet Dorcadion och familjen långhorningar. Inga underarter finns listade i Catalogue of Life.